# فرودگاه تورس
فرودگاه تورس (به انگلیسی: Torres Airport) یک فرودگاه همگانی با کد یاتا TOH است . این فرودگاه در کشور وانواتو قرار دارد .